# Карагински район
Карагински район e административно-териториална единица и общински район в състава на Камчатския край на Руската федерация. Административен център е село Осора.

## География
Карагинският общински район се намира в северната част на полуостров Камчатка, между Охотско море на северозапад и Берингово море на изток. Състои се от три териториални зони: северна, южна и остров Карагински. Площта на района е 40,6 хил. km2.
В най-северната част на източното крайбрежие на района село Илпирское, на което принадлежи своеобразен „географски рекорд“ в световен мащаб – ако човек застане с лице към морето, приблизително в посока югоизток-изток, то по права линия в продължение на 32 хиляди километра (около 80% от дължината на екватора на Земята) се простира само океан, като тази въображаема линия, опира в сушата едва в района на град Карачи, Пакистан (по-точно – 1° западно от него).

## Релеф
Голяма част от територията на района е заета от северния край на Средния хребет. На северозапад е разположен Параполския дял, на северизток – разклонения на Корякското възвишение. Бреговата линия е разнородна. Западният бряг е очертан от плавна крива, а източният е силно насечен от широки и дълбоко врязващи се в сушата заливи, разделени от скалисти полуострови. Низината на Параполския дол на много места е мочурлива.

## Климат
Климатичните условия са сурови. Зимата започва през октомври и завършва в края на април (средно 200 дни). Средната температура на най-студения месец (февруари) е -14 °C, в отделни дни пада до -36°. Най-дълбоката снежна покривка е в средата на март (130 cm). Средната скорост на вятъра е 4.2 m/s. Количеството на падащите валежи е 530 mm на месец. Пролетта е кратка и не е много ясно изразена. Преходът на средна температура над 0 °C се случва в средата на май, като ветровете от изток и от запад през този период често донасят застудявания и затоплянето на въздуха се извършва бавно.
Лятото е прохладно, особено в крайбрежните райони. Средната месечна температура през най-топлия месец (юли) е +12 °C. Преобладават западните и югоизточните ветрове от моретата, които докарват ниска облачност и понижават температурата на въздуха. Количеството на валежите е 730 mm месечно. Възможни са дълготрайни проливни дъждове.

## Хидрография
На територията на Карагинския район е силно развита реката мрежа – тук протичат 64 реки със 127 притока. Повечето от тях извират от Средния хребет и Корякското възвишение. За водното захранване на реките голяма роля играят подземните води, което обуславя значителното естествено регулиране на оттока, като до 70 % от оттока е през летните и есенните месеци. Реките имат сравнително спокоен характер на теченията, повечето от тях са протичат през широки долини. Най-големите реки са: в северната зона – Анапка; в южната зона – Начики, Русакова; на островната зона – Мамигинваям. Водата в реките е слабо минерализирана.
Открити са 31 минерален източника, включително термални, като минералният състав на повечето от тях не е изследван. Русаковските, Дранкинските и Тимлатските извори имат балнеоложко значение.

## Население
| 2002 | 2007 | 2009 | 2010 | 2013 | 2016 |
| 5656 | 4819 | 4777 | 4076 | 3935 | 3695 |

## Полезни изкопаеми
Има запаси на природен газ и нефт, кафяви въглища, злато, сяра, платина, медноникелови руди.

## История
Карагинският район с център село Карага е създаден на 1 април 1926 година. В него е включена цялата територия на Карагинския (с изключение на територията на Укинския селски съвет) и Олюторския район с районен център село Тиличики. След формирането на 10 декември 1930 г. на Корякския национален окръг, от състава на Карагинския район е отделен Олюторския като самостоятелен район.
През 1933 г. към Карагинския район е присъединен Укинския селски съвет.
От 1 април 1942 г. административен център на района става селото Осора.
До 1 юли 2007 г. влиза в състава на Корякския автономен окръг на Камчатска област.

## Население
Национален състав
Коренните северни народи са 36,9 % от населението, в т.ч.:
- коряки – 35,2 %;
- ителмени – 0,1 %;
- чукчи – 0,04 %;
- ескимоси – 0,04 %;
- евенки— 0,08 %;

## Административно-териториално устройство
В Карагинския район има 6 населени места в състав от един селище от градски тип и пет от селски:
В съветския период, на територията на района се намират селата Анапка, Красное, Белореченск, Кирпични, Макаревское, Хайлюля, Ука, Горна Езерная, Чемурнаут, Нови Рекиники. Част от тях опустяват още преди началото на перестройката в СССР.

## Флора и фауна
Животинският свят на района е разнообразен, тук се срещат див северен елен, снежен овен, лос, вълк, кафява мечка, лисица, полярна лисица, росомаха, рис, заек. Птици: скален орел, сокол скитник, белоопашат орел, белоклюна гагара, черна казарка, пискулка, малък лебед, орел рибар, сивокрила чайка, червенокрака маевка, розова чайка, алеутска рибарка и мн. др. В реките и езерата живеят щука, сребрист шаран, умбра, михалица, полярен щипок, всички видове тихоокеанска пъстърва.
Интересни туристически места са моржовата колония на остров Семьонов на остров Карагински, островът Птичи, заселен с колонии морски птици и др.
С флората и фауната са свързани и някои от основните отрасли на икономиката на района – риболов, преработвателна промишленост, еленовъдство.

## Местно самоуправление
Председател на Съвета на депутатите
- от 2014 г. – Владислав Гаврилов, управител на района

Началник на администрацията
- Николай Алешкин

## Известни жители
- Коянто (В. Косигин) (1933 – 2012) – корякски писател